# Hall (Ortsname)
Hal(l) ist ein Bestandteil vieler Ortsnamen, der besonders in Zusammenhang mit Salzgewinnung aus natürlicher Sole und dem Salzbergbau untersucht ist.

## Zum etymologischen Diskurs
In der geschichtswissenschaftlichen Forschung hat sich eingebürgert, das Wort mit einem keltischen Ursprung zu erklären. Begründet wird dies hauptsächlich damit, dass für einige der Hall-Orte Bergbau der älteren Eisenzeit (Hallstattzeit) nachgewiesen ist, sowie mit einer ebenfalls nachgewiesenen (aber bei weitem nicht so umfassenden wie zeitweise angenommen) Siedlungskontinuität von Alpenkelten über die römische bis zur Bajuwarischen Landnahme zumindest im Alpenraum. Neben etymologischen Problemen stört daran insbesondere, dass der Name nur im südgermanisch-deutschen Raum heimisch ist, in anderen alten festlandkeltischen Sprachgebieten wie Frankreich aber fehlt. Außerdem sollte sich im Großteil des Ostalpenraums nach den Kelten neben einer romanischen auch eine slawische Sprachschicht finden (Leittoponyme: Welsche/Walchen-Orte und Wenden/Windisch-Orte). sodass die Sprachwurzel dort allenfalls tradiert in das Germanische gekommen sein kann.
Eine andere Interpretation geht dahin, dass hier ein althochdeutsches Wort des frühen Mittelalters vorliegt. Diese Hypothese wurde schon in den 1920ern lebhaft diskutiert und findet jüngst wieder Eingang in die wissenschaftliche Diskussion. Diskutiert wird derzeit eine etymologische Nähe zu Schutt-/Abraum-Halde, also ursprünglich den Hang und später den Bergbau am Hang bezeichnend (geht wohl auf Jürgen Udolph 1999 zurück). Es findet sich auch in einer Bibelglosse halhûs als lat. salina erklärt, in anderen Handschriften zur selben Bibelstelle salina mit salasutî, -sutil, sulza glossiert, was eine Gleichwertigkeit von halhûs und salasutî ‚Salzsiedeanlage‘ erlaubt; Sulz ‚mineralisches gesättigtes Wasser‘ kann ebenfalls ein Salzname sein, etwa für natürliche Salzquellen. Deshalb erscheint auch eine Ableitung zu Halle ‚(überdachter) Bau‘ als bergmännisch für Sudhaus möglich. Gestützt wird dies durch die relative Seltenheit des Wortes – nicht jeder Ort mit Salzbergwerk aus dieser Zeit ist auf „Hall“ benannt – und der Tatsache, dass meist nicht das Abbaugebiet selbst, sondern der Talort mit der Saline so benannt ist. Eine althochdeutsche Erwähnung der Sorten halasalz (‚aus Sole gewonnenes Salz‘), merisalz (‚Meersalz‘), erdsalz (‚Salz aus der Erde, Steinsalz‘) und lûtarsalz (natürliches Laugensalz, Steinsalz) ist belegt und lässt vermuten, dass es weniger um das Gebäude selbst als um das Produkt (als Stoffname oder Verfahren) geht.
Früheste Erwähnungen finden sich bei Halle an der Saale (Chronicon Moissiacense 806 als Halla), und älteres romanisches salina überlagert im Süden wie bei Bad Reichenhall (Notitia Arnonis 8. Jh., ad salinas quae dicitur Hall ‚bei den Salinen, die Hall genannt werden‘, als civitas ‚Stadt‘ 1156 genannt). Spätere Belege sind Schwäbisch Hall in der Chronik des Gislebert von Mons (1190 Hallam in Suevia), Halle in Westfalen (1246 erstmals genannt), Hall in Tirol (1232 salina in intal, 1256/63 ze Halle, Abbau: Halltal), Bad Hall, Oberösterreich (Herzogenhall um 1287, zuerst erwähnt 777 als salinam, que ad Sulzibach est ‚die Saline, die am Sulzbach liegt‘), Hallstatt, Oberösterreich (genannt 1311, Abbau am heutigen Hallstätter Salzberg), Hallein, Salzburg (1. Hälfte 13. Jh., Abbau: Dürrnberg), Hall bei Admont, Steiermark (14. Jh., 931 als ad Adamunton locum patellarem ‚Pfannstatt bei Admont‘).
Ein weiterer Bedeutungskomplex findet sich in Küstenregionen mit der Siedlungsinselform Hallig, wo eine Nähe zu englisch hill (indg. *kel ‚ragen‘) möglich erscheint, oder dem Ort Halle, Belgien (1152 Hallensis, vielleicht zu halha ‚Bucht‘), bei beiden aber auch zur obigen Bedeutung im Sinne ‚Versalzung‘ etwa in der übertragenen Bedeutung ‚Salzniederung, maritimes Marschland‘.
Insgesamt scheint es sich also um einen terminus technicus der frühmittelalterlichen Montanistik zu handeln und eine mögliche Wurzel *hallan ‚Salzkruste‘ – Evaporite des Salzes, seien sie natürlicher oder technischer Herkunft.
Daneben gibt es einige Hall-Namen, die nachweislich in keinem Zusammenhang mit Salzgewinnung stehen. Hier kommen beispielsweise die folgenden Etymologien in Frage:
- Hallwang, Land Salzburg (im 10. Jh. urkundlich als locus haldinwanc Hangwiese mit -wang ‚Flur‘)[12]
- Hallwil, Aargau (nach erratischen Felsbrocken, vgl. got. hallus ‚Felsen‘, anord. hallr ‚Stein‘)[13]
- Halle (Zoersel), Niederlande (wohl direkt zu halle ‚Bau‘)[14]
- Halligdorf, Niedersachsen (zu heilig)[12]

Als Gewässername ist das Wort selten, es findet sich etwa bei der nordrhein-westfälischen Halle, dem Halbach bei Kleinzell-Salzerbad in Niederösterreich oder auch Haller Bach bei Bad Hall in Oberösterreich, Hallbach bei Hall bei Admont in der Steiermark, letztere beide gesichert sekundär aus Salznamen abgeleitet.

## Beispiele
Sortierung Siedlungsname – Hausname – Flurname – Gewässername
Auswahl nach Stifter (2005), sonst einzeln belegt

### Im Kontext Salzgewinnung

#### Deutschland
- Bad Friedrichshall (neuzeitliche Wortschöpfung)
- Bad Reichenhall
- Halle (Saale)
- Halle (Westf.)
- Niedernhall
- Schwäbisch Hall

#### Österreich
Niederösterreich
Außerhallbach am Halbach bei Kleinzell
Hinterhallbach bzw. Innerhalbach am Halbach bei Kleinzell

Hallerhof bei Behamberg

Halbach, Bach bei St. Veit an der Gölsen, zu Salzerbad
Oberösterreich
Bad Hall, früher Herzogenhall, Salzstadt, heute Solebad
Hallstatt, Salzstadt
Hallschlag bei Oberkappel (mit Rodungsname -schlag)
Hinterhalleswies bei St. Wolfgang im Salzkammergut
Ohrhalling bei Schardenberg
Vorderhalleswies bei St. Wolfgang im Salzkammergut

Hall, Hof bei Ternberg
Hallach, Hof bei Grünburg
Haller(mühle) bei Bad Schönau
Hallerschacher, Hof bei Waldneukirchen
Michelhall bei Altaussee (hist.)

Hallberg, der Hallstätter Salzberg bei Hallstatt (Salzbergbau)
Halleiten, Flurname bei Weyer
Hallereck, Flurname bei Weyer
Hallerleiten, Flurname bei Weyer
Hallmoos bei Hallstatt

Michelhallbach bei Altaussee (hist.)
Salzburg
Hallein, Salzstadt
Hallergut bei Schleedorf
Hallmoos, Ort und Flur bei St. Johann im Pongau
Hallseiten, Ort und Flur bei Abtenau

Halleiten bei Hallein
Steiermark
Hall bei Admont, Ortsteile Oberhall, Unterhall
Hallersdorf bei St. Johann-Köppling
Halltal, auch Flur bei Mariazell

Hallerhaus am Wechsel, Berghütte (Gem. Pinggau)
Hallinger, Hof bei Ranten

Hallegg, Flur bei Alpl (Neuberg an der Mürz)

Hallbach, Bach bei Hall bei Admont
Tirol
Hall in Tirol, Salzstadt
Halltal, Halltaler Siedlung, auch Flur bei Absam/Hall in Tirol

Hallerangeralm bei Absam
Hallingerhöhe bei Vals

#### Schweiz
- Schweizerhalle bei Basel (erst im 19. Jh., nach dem ehem. Firmennamen der Rheinsalinen)

### Aus Flurnamen zu Abhang (kein Salz)
Deutschland
Hallwangen bei Dornstetten, Württemberg (mit -wangen ‚Flur‘: Silber-, Kupfer, Schwerspatbergwerk)
Österreich
Hallbach, am Fuschlsee bei Hof bei Salzburg, Land Salzburg
Hallegg bei Klagenfurt am Wörthersee, Kärnten
Hallwang bei Eberstalzell, Oberösterreich (mit -wang ‚Flur‘)
Hallwang bei Salzburg (mit -wang ‚Flur‘)
Hallenstein bei Gries am Brenner, Tirol
Hallerndorf bei Reith bei Kitzbühel, Tirol

Hallwang, Bauernhaus bei Großendorf, Gem. Ried im Traunkreis, Oberösterreich (mit -wang ‚Flur‘)

### Ungesichert
Hahlen (diverse, Niederhalen),
Halbach (div.),
Halen (div.),
Halingen,
Hall (div.),

Halla,
Hallabruck,

Hallaich,
Hallalit,
Hallau (Unterhallau, Oberhallau),
Hallbach (div.),
Hallberg (div.),

Hallbruch,

Halle (div.),
Hallenberg,
Hallendorf (div.),
Hallenhausen,
Hallensen,
Hallenstein (div.),
Haller (div.),
Hallerbach (div.),

Hallerburg,
Hallerndorf,
Hallersberg (div.),
Hallermühle,
Hallerschneid,
Hallershof,
Hallerstein,
Hallerstraße,
Hallgarten (div.),

Hallnberg,
Halloh,
Hallschlag (div.),
Hallstadt,
Hallstedt ,
Hallungen,

Hallweg (div.),

Halverde,
Hehlen,
Helle (div.),
Holledau